# Бу сир Сип
Бу сир Сип (фр. Boult-sur-Suippe) насеље је и општина у североисточној Француској у региону Шампањ-Арден, у департману Марна која припада префектури Ремс.
По подацима из 2011. године у општини је живело 1677 становника, а густина насељености је износила 84,91 становника/km². Општина се простире на површини од 19,75 km². Налази се на средњој надморској висини од 98 метара.

## Демографија
| 1962. | 1968. | 1975. | 1982. | 1990. | 1999. | 2011. |
| ----- | ----- | ----- | ----- | ----- | ----- | ----- |
| 840   | 974   | 938   | 899   | 1.361 | 1.353 | 1.677 |

График промене броја становника у току последњих година